# 艾恩豪森
艾恩豪森是德国黑森州的一个市镇。总面积26.67平方公里，总人口6192人，其中男性3117人，女性3075人（2011年12月31日），人口密度232人/平方公里。